# Nationaal park Sharri
Nationaal park Sharri (Albanees: Parku Kombëtar Sharri of Parku Kombëtar Malet e Sharrit/ Servisch: Национални парк Шар планина/Nacionalni park Šar planina) is een nationaal park in Kosovo. Het park werd gesticht in 1986. Het is 22,6 vierkante kilometer groot en ligt op het grondgebied van de gemeenten  Prizren, Shtërpcë, Therandë en Kaçanik. Het landschap bestaat uit bergen, bossen en meren. Vanaf 1900 meter hoogte liggen 25 meren; het Livadhi-meer ligt op 2173 m. In het park komen 2000 plantensoorten voor. Verschillende diersoorten leven in het park, waaronder bruine beer, lynx, ree, gems, wolf, everzwijn. Op 30 juni 2021 werd in Noord-Macedonië het aangrenzende Nationaal park Šar Planina opgericht.